# Georges Pintens
Georges Pintens (Antwerpen, 15 oktober 1946) is een Belgisch voormalig wielrenner die beroepsrenner was tussen 1968 en 1976. Pintens won verschillende grote wedstrijden, waaronder klassiekers en de Ronde van Zwitserland. Na zijn rennersloopbaan werd Pintens diamantslijper in Antwerpen.

## Belangrijkste overwinningen
1968
- Omloop van de Westkust
- 12e etappe Ronde van Frankrijk

1969
- Rund um den Henninger-Turm

1970
- Amstel Gold Race

1971
- Gent-Wevelgem
- Ronde van Zwitserland
- Milaan-Turijn
- Druivenkoers Overijse

1972
- GP Gippingen

1973
- Ruta del Sol
- Rund um den Henninger-Turm
- Proloog Ronde van België

1974
- Luik-Bastenaken-Luik

1976
- 1e etappe Ronde van Spanje

## Resultaten in voornaamste wedstrijden
| Jaar | Ronde van Italië | Ronde van Frankrijk | Ronde van Spanje |
| ---- | ---------------- | ------------------- | ---------------- |
| 1968 |                  | 12e (1)             |                  |
| 1969 |                  | opgave              |                  |
| 1970 |                  | 10e                 |                  |
| 1971 | opgave           |                     |                  |
| 1972 | 37e              |                     |                  |
| 1973 |                  | opgave              |                  |
| 1974 |                  | 30e                 |                  |
| 1975 |                  |                     |                  |
| 1976 |                  |                     | opgave (1)       |

| Jaar | Milaan-San Remo | Gent-Wevelgem | Ronde van Vlaanderen | Parijs-Roubaix | Amstel Gold Race | Luik-Bast.‑Luik | Ronde van Lombardije | Brabantse Pijl | Waalse Pijl | Rund um den Henninger-Turm |  | WK op de weg |  | Wereldranglijsten |
| ---- | --------------- | ------------- | -------------------- | -------------- | ---------------- | --------------- | -------------------- | -------------- | ----------- | -------------------------- |  | ------------ |  | ----------------- |
| 1968 |                 | 28e           |                      | 30e            |                  | 20e             |                      |                |             |                            |  |              |  |                   |
| 1969 |                 | 22e           |                      |                | 6e               |                 | 5e                   | 9e             | 9e          | Goud                       |  |              |  | 14e (SPP)         |
| 1970 | 150e            |               | 18e                  |                | ↑                | 5e              |                      | Brons          | Zilver      |                            |  |              |  | 19e (SPP)         |
| 1971 | 16e             | Goud          | 71e                  | 10e            | 4e               | ↑               | 5e                   |                |             |                            |  | 5e           |  | 15e (SPP)         |
| 1972 |                 | 18e           |                      | 36e            | 18e              | 5e              |                      |                | 5e          | 19e                        |  |              |  |                   |
| 1973 |                 |               |                      | 17e            | 11e              | 8e              |                      |                | 5e          | Goud                       |  |              |  | 19e (SPP)         |
| 1974 | 26e             |               |                      | 17e            |                  | ↑               |                      | 4e             | 16e         |                            |  |              |  |                   |
| 1975 |                 |               | 29e                  | 24e            |                  | 14e             |                      |                | 23e         |                            |  |              |  |                   |
| 1976 | 80e             |               |                      | 12e            |                  |                 |                      |                |             |                            |  |              |  |                   |

## Familie
Zijn dochters Bea en Sofie zijn voormalige shorttrackers.